# TNA World Championship
TNA World Championship – tytuł mistrzowski utworzony przez amerykańską federację wrestlingu Total Nonstop Action Wrestling (dawniej Impact Wrestling). Jest to najważniejsze wyróżnienie w TNA, przeważnie bronione przez zawodników dywizji wagi ciężkiej. Od chwili powstania nosił kilka nazw: TNA World Heavyweight Championship, Impact Wrestling World Heavyweight Championship, Unified GFW World Heavyweight Championship, GFW Global Championship, Impact Global Championship i Impact World Championship. Podobnie jak w przypadku większość tytułów mistrzowskich we wrestlingu, zdobywca Impact World Championship jest wyłaniany na podstawie ustalonego wcześniej scenariusza.
Zanim utworzono TNA World Heavyweight Championship, TNA od 2002 roku posiadało kontrolę nad NWA World Heavyweight Championship i NWA World Tag Team Championship, zgodnie z porozumieniem zawartym z organizacją National Wrestling Alliance (NWA), która była właścicielką wymienionych tytułów. W 2007 roku umowa między oboma podmiotami zakończyła się, co doprowadziło do wprowadzenia własnego mistrzostwa przez TNA.
Mistrzostwo zostało ustanowione 14 maja 2007 roku podczas nagrań do telewizyjnego programu federacji – TNA Impact!. Tego dnia Kurt Angle ogłosił się pierwszym TNA World Heavyweight Championem, pokonując 13 maja na gali Sacrifice Christiana Cage’a i Stinga. Jednak Jim Cornette, dyrektor zarządzający w TNA, pozbawił go tytułu z powodu kontrowersyjnego zakończenia pojedynku i dodał, że mistrzostwo znajdzie się na szali w King of the Mountain matchu 17 czerwca na gali Slammiversary. Czterech uczestników, a byli nimi: Kurt Angle, Samoa Joe, A.J. Styles i Christian Cage, wyłoniły walki eliminacyjne, natomiast piątego zawodnika, Chrisa Harrisa, wskazał Cornette. Ostatecznie mecz wygrał Angle, zostając niekwestionowanym mistrzem.

## Historia tytułu

### NWA World Heavyweight Championship
Total Nonstop Action Wrestling zostało założone w maju 2002 roku. Zarząd National Wrestling Alliance przyznał nowo powstałej federacji kontrolę nad swoimi tytułami NWA World Heavyweight Championship i NWA World Tag Team Championship, w następstwie czego TNA stało się terytorium NWA jako NWA – TNA. 19 czerwca NWA – TNA zorganizowało inauguracyjną cotygodniową galę pay – per – view. Walką wieczoru był dwudziestoosobowy Gauntlet for Gold match o miano pierwszego w nowej erze mistrza wagi ciężkiej. Poprzedni NWA World Heavyweight Champion, Dan Severn, nie mógł uczestniczyć w czerwcowym wydarzeniu i bronić pasa z powodu innych zobowiązań, dlatego od 29 maja tytuł znajdował się w zawieszeniu. W finale Gauntlet for the Gold matchu Ken Shamrock pokonał Malice’a. Spotkanie sędziował jeden z gości specjalnych, Ricky Steamboat.

### Utworzenie tytułu i zmiany
Rywalizacja o NWA World Heavyweight Championship i NWA World Tag Team Championship toczyła się w TNA do 13 maja 2007 roku. Tego dnia Robert Trobich, Dyrektor Wykonawczy NWA, oświadczył, że jego organizacja kończy pięcioletnią współpracę z Total Nonstop Action Wrestling, jednocześnie odebrał tytuły Christianowi Cage’owi (mistrzowi wagi ciężkiej) oraz Team 3D (mistrzom tag teamów). Rzekomym powodem tej decyzji była postawa Cage’a, który nie chciał bronić pasa mistrzowskiego w walkach z zawodnikami z innych terytoriów NWA. 13 maja TNA zaplanowało zorganizowanie gali Sacrifice, gdzie mistrz wagi ciężkiej i mistrzowie tag teamowi mieli bronić swoje tytuły. W karcie wydarzenia Cage postawił na szali NWA World Heavyweight Championship w Three Way matchu przeciwko Kurtowi Angle’owi i Stingowi.
Podczas Sacrifice grafika na głównym ekranie nadal przedstawiała Cage’a i Team 3D jako mistrzów NWA, jednakże komentatorzy sportowi w zapowiedziach ich walk używali jedynie określeń „World Heavyweight Championship” i „World Tag Team Championship”, a jednocześnie pomijali człon NWA. Angle pokonał w walce wieczoru Cage’a i Stinga, zdobywając World Heavyweight Championship.
TNA przeprowadziło 14 maja serię nagrań do dwóch odcinków głównego programu Impact!, które zostały wyemitowane 17 i 24 maja. W pierwszym z nich Angle wszedł do ringu z nowym pasem TNA World Heavyweight Championship i ogłosił, że jest „nowym TNA World Heavyweight Championem”. Komentator TNA, Mike Tenay, powiedział w czasie drogi Angle’a do ringu, że Dyrektor Zarządzający federacji, Jim Cornette, podjął decyzję o ustanowieniu przez TNA własnych tytułów mistrzowskich, co miało podkreślić rosnący prestiż federacji na świecie; w ten sposób nie wspomniał o zakończeniu współpracy z NWA i podał storyline’owe wyjaśnienie utworzenia nowych tytułów. Chwilę później Cornette pozbawił Angle’a TNA World Heavyweight Championship z powodu kontrowersyjnego zakończenia walki wieczoru na Sacrifice, następnie ogłosił, że mistrzostwo znajdzie się na szali podczas Slammiversary (17 czerwca) w King of the Mountain matchu, w którym zawalczy pięciu zawodników wyłonionych w walkach kwalifikacyjnych. 15 maja Jeremy Borash zaprezentował pas TNA World Heavyweight Championship w ramach internetowego podkastu TNA, TNA Today.
Pięciu uczestników King of the Mountain matchu zostało wyłonionych w standardowych pojedynkach, które miały miejsce w odcinkach Impact!. 17 maja Angle pokonał Rhino, a 24 maja Samoa Joe wyeliminował Stinga. Trzecim uczestnikiem przyszłego meczu stał się A.J. Styles, zwyciężając 31 maja Tomko. W następnym tygodniu zmierzyli się ze sobą James Storm i Chris Harris, lecz w wyniku podwójnej dyskwalifikacji żaden z zawodników nie awansował do King of the Mountain matchu. Ostatnią walkę wygrał 14 czerwca Christian Cage, będąc lepszym od Abyssa. Ostatecznie Angle odniósł zwycięstwo na Slammiversary nad Joe, A.J. Stylesem, Cage’em i Harrisem, który był tajemniczym uczestnikiem wybranym przez Cornette’a, i został „niekwestionowanym TNA World Heavyweight Championem”.
W marcu 2017 roku zarząd TNA postanowił zmienić nazwę federacji na Impact Wrestling. Aby odzwierciedlić tę zmianę, tytuł mistrzowski był zapowiadany jako Impact Wrestling World Heavyweight Championship. W wyniku połączenia Impact Wrestling i Global Force Wrestling w czerwcu tego samego roku mistrzostwo zostało zunifikowane z pierwotnym GFW Global Championship na Slammiversary XV, stając się Unified GFW World Heavyweight Championship. Na Destination X władze organizacji zaprezentowały nowy pas, a jego zdobywców ogłaszano GFW Global Championami. Dalsze zawirowania sprawiły, że Impact Wrestling porzucił nazwę GFW i od tamtej pory prezentował wyróżnienie wagi ciężkiej jako Impact Global Championship (na pasie nadal widniało logo GFW). Pod koniec 2017 roku federacja wprowadziła logo Impactu na pasie mistrzowskim. Gdy Austin Aries pokonał 1 lutego 2018 r. Eli Drake’a, odbierając mu tytuł wagi ciężkiej, Impact Wrestling mianował zawodnika na Twitterze nowym Impact World Heavyweight Championem. W odpowiedzi Aries wyraził chęć, aby tytuł nazywał się Impact World Championship, motywując to zdaniem, że nie reprezentuje kategorii wagowej, lecz klasę światową. W ten sposób mistrzostwo otrzymało nową, oficjalną nazwę.
W październiku 2023 roku Impact ogłosił zmianę nazwy federacji ponownie na TNA, przez co tytuł zmienił nazwę na TNA World Championship.

## Panowania
| Nr | Mistrz            | Zmiana mistrza       | Zmiana mistrza                     | Zmiana mistrza                  | Statystyki panowania | Statystyki panowania | Notka | Odn.                                      |
| Nr | Mistrz            | Data                 | Gala                               | Miejsce                         | Panowanie            | Dni                  | Notka | Odn.                                      |
| -- | ----------------- | -------------------- | ---------------------------------- | ------------------------------- | -------------------- | -------------------- | --- | ----------------------------------------- |
| 1  | Kurt Angle        | 13 maja 2007         | Sacrifice                          | Orlando, Floryda                | 1                    | 1                    | Pokonał ówczesnego NWA World Heavyweight Championa Christiana Cage’a i Stinga w Three-way matchu i został pierwszym mistrzem po tym, jak Dyrektor Wykonawczy NWA, Robert Trobich, pozbawił Cage’a mistrzostwa wagi ciężkiej i zakończył pięcioletnią współpracę z TNA.                                                                                       | [ 20 ] [ 12 ]                             |
| –  | Wakat             | 14 maja 2007         | TNA Impact!                        | Orlando, Floryda                | –                    | –                    | Angle ogłosił się nowym mistrzem, lecz Jim Cornette pozbawił go tytułu z powodu kontrowersyjnego zwycięstwa na Sacrifice. Wyemitowano 17 maja 2007 | [ 21 ] [ 22 ]                             |
| 2  | Kurt Angle        | 17 czerwca 2007      | Slammiversary                      | Nashville, Tennessee            | 2                    | 119                  | Był to King of the Mountain match o zwakowany tytuł, w którym również brali udział Samoa Joe, A.J. Styles, Christian Cage i Chris Harris. | [ 23 ] [ 24 ]                             |
| 3  | Sting             | 14 października 2007 | Bound for Glory                    | Duluth, Georgia                 | 1                    | 2                    | | [ 25 ] [ 26 ]                             |
| 4  | Kurt Angle        | 16 października 2007 | TNA Impact!                        | Orlando, Floryda                | 3                    | 180                  | Wyemitowano 25 października 2007. | [ 27 ] [ 28 ]                             |
| 5  | Samoa Joe         | 13 kwietnia 2008     | Lockdown                           | Lowell, Massachusetts           | 1                    | 182                  | Był to Six Sides of Steel Cage Title vs. Career match. | [ 29 ] [ 30 ]                             |
| 6  | Sting             | 12 października 2008 | Bound for Glory                    | Hoffman Estates, Illinois       | 2                    | 189                  | Była to walka, w którym przegrany nie mógł domagać się walki rewanżowej. | [ 31 ] [ 32 ]                             |
| 7  | Mick Foley        | 19 kwietnia 2009     | Lockdown                           | Filadelfia, Pensylwania         | 1                    | 63                   | Był to Six Sides of Steel Cage match. | [ 33 ] [ 34 ]                             |
| 8  | Kurt Angle        | 21 czerwca 2009      | Slammiversary                      | Auburn Hills, Michigan          | 4                    | 91                   | Był to King of the Mountain match, w którym brali również udział Samoa Joe, Jeff Jarrett i A.J. Styles. | [ 35 ] [ 36 ]                             |
| 9  | AJ Styles         | 20 września 2009     | No Surrender                       | Orlando, Floryda                | 1                    | 211                  | Był to Five-way match, w którym brali również udział Harnandez, Matt Morgan i Sting. | [ 37 ] [ 38 ]                             |
| 10 | Rob Van Dam       | 19 kwietnia 2010     | TNA Impact!                        | Orlando, Floryda                | 1                    | 113                  | | [ 39 ] [ 40 ]                             |
| –  | Wakat             | 10 sierpnia 2010     | TNA Impact!                        | Orlando, Floryda                | –                    | –                    | Tytuł został zwakowany z powodu kontuzji Van Dama, która była częścią storyline’u. Wyemitowano 19 sierpnia 2010. | [ 41 ] [ 42 ]                             |
| 11 | Jeff Hardy        | 10 października 2010 | Bound for Glory                    | Daytona Beach, Floryda          | 1                    | 91                   | Pokonał Kurta Angle’a i Mr. Andersona w finale turnieju o zwakowany tytuł. | [ 43 ] [ 44 ]                             |
| 12 | Mr. Anderson      | 9 stycznia 2011      | Genesis                            | Orlando, Floryda                | 1                    | 35                   | | [ 45 ] [ 46 ]                             |
| 13 | Jeff Hardy        | 13 lutego 2011       | Against All Odds                   | Orlando, Floryda                | 2                    | 11                   | Był to Ladder match. | [ 47 ] [ 48 ]                             |
| 14 | Sting             | 24 lutego 2011       | TNA Impact!                        | Fayetteville, Karolina Północna | 3                    | 108                  | Odcinek został wyemitowany 3 marca 2011. | [ 49 ] [ 50 ]                             |
| 15 | Mr. Anderson      | 12 czerwca 2011      | Slammiversary IX                   | Orlando, Floryda                | 2                    | 29                   | | [ 51 ] [ 52 ]                             |
| 16 | Sting             | 11 lipca 2011        | Impact Wrestling                   | Orlando, Floryda                | 4                    | 27                   | Wyemitowano 14 lipca 2012. | [ 53 ] [ 54 ]                             |
| 17 | Kurt Angle        | 7 sierpnia 2011      | Hardcore Justice                   | Orlando, Floryda                | 5                    | 72                   | | [ 55 ] [ 56 ]                             |
| 18 | James Storm       | 18 października 2011 | Impact Wrestling                   | Orlando, Floryda                | 1                    | 8                    | Wyemitowano 20 października 2011. | [ 57 ] [ 58 ]                             |
| 19 | Bobby Roode       | 26 października 2011 | Impact Wrestling                   | Macon, Georgia                  | 1                    | 256                  | Wyemitowano 3 listopada 2011. | [ 59 ] [ 60 ]                             |
| 20 | Austin Aries      | 8 lipca 2012         | Destination X                      | Orlando, Floryda                | 1                    | 98                   | Dobrowolnie zrzekł się tytułu TNA X Division Championship, w zamian za co otrzymał możliwość walki z mistrzem wagi ciężkiej. | [ 61 ] [ 62 ]                             |
| 21 | Jeff Hardy        | 14 października 2012 | Bound for Glory                    | Phoenix, Arizona                | 3                    | 147                  | | [ 63 ] [ 64 ]                             |
| 22 | Bully Ray         | 10 marca 2013        | Lockdown                           | San Antonio, Teksas             | 1                    | 130                  | Był to Steel Cage match. | [ 65 ]                                    |
| 23 | Chris Sabin       | 18 lipca 2013        | Impact Wrestling: Destination X    | Louisville, Kentucky            | 1                    | 28                   | Dobrowolnie zrzekł się tytułu TNA X Division Championship, w zamian za co otrzymał możliwość walki z mistrzem wagi ciężkiej. | [ 66 ]                                    |
| 24 | Bully Ray         | 15 sierpnia 2013     | Impact Wrestling: Hardcore Justice | Norfolk, Wirginia               | 2                    | 66                   | Był to Steel Cage match. | [ 67 ]                                    |
| 25 | AJ Styles         | 20 października 2013 | Bound for Glory                    | San Diego, Kalifornia           | 2                    | 9                    | Był to No Disqualification match. | [ 68 ]                                    |
| –  | Wakat             | 29 października 2013 | –                                  | –                               | –                    | –                    | Prezes TNA Dixie Carter zakomunikowała na Twitterze, że Styles został pozbawiony tytułu sporu o kontrakt. Zgodnie ze storylinem Styles nadal nosił ze sobą pas mistrzowski, uważając się za prawowitego mistrza. | [ 69 ]                                    |
| 26 | Magnus            | 13 lutego 2013       | Impact Wrestling: Final Resolution | Orlando, Floryda                | 1                    | 128                  | Pokonał Jeffa Hardy’ego w finale turnieju o zwakowany tytuł. Był to Dixieland match. Wyemitowano 19 grudnia 2013. Wkrótce A.J. Styles powrócił, twierdząc że jest prawdziwym mistrzem i nikt nie odebrał mu mistrzostwa w walce. Magnus pokonał go, jednocześnie stając się niekwestionowanym TNA World Heavyweight Championem. Wyemitowano 9 stycznia 2014. | [ 70 ]                                    |
| 27 | Eric Young        | 10 kwietnia 2014     | Impact Wrestling                   | Orlando, Floryda                | 1                    | 70                   | Jeśli Magnus zostałby wyliczony lub zdyskwalifikowany, straciłby tytuł. Jeśli ktoś interweniowałby w walce, wtedy zostałby zwolniony z federacji. | [ 71 ]                                    |
| 28 | Bobby Lashley     | 19 czerwca 2014      | Impact Wrestling                   | Bethlehem, Pensylwania          | 1                    | 91                   | Jeśli ktoś, oprócz MVP’ego i Kenny’ego Kinga, interweniowałby w walce, wtedy zostałby zwolniony z federacji. | [ 72 ]                                    |
| 29 | Bobby Roode       | 18 września 2014     | Impact Wrestling                   | Bethlehem, Pensylwania          | 2                    | 111                  | Kurt Angle był sędzia specjalnym. Wyemitowano 29 października 2014. | [ 73 ]                                    |
| 30 | Bobby Lashley     | 7 stycznia 2015      | Impact Wrestling                   | Nowy Jork, Nowy Jork            | 2                    | 24                   | | [ 74 ]                                    |
| 31 | Kurt Angle        | 31 stycznia 2015     | Impact Wrestling                   | Londyn, Anglia                  | 6                    | 145                  | Wyemitowano 20 marca 2015. | [ 75 ]                                    |
| 32 | Ethan Carter III  | 25 czerwca 2015      | Impact Wrestling                   | Orlando, Floryda                | 1                    | 101                  | Wyemitowano 1 lipca 2015. | [ 76 ]                                    |
| 33 | Matt Hardy        | 4 października 2015  | Bound for Glory                    | Concord, Karolina Północna      | 1                    | 2                    | Był to Three-way match, w którym brał również udział Drew Galloway. Jeff Hardy był sędzia specjalnym. | [ 77 ]                                    |
| –  | Wakat             | 6 października 2015  | –                                  | –                               | –                    | –                    | Matt Hardy zrzekł się tytułu po złożeniu przez Ethana Cartera III pozwu sądowego. Był to element storyline’u. | [ 78 ]                                    |
| 34 | Ethan Carter III  | 5 stycznia 2016      | Impact Wrestling                   | Bethlehem, Pensylwania          | 2                    | 3                    | Pokonał Hardy’ego w finale TNA World Title Series, zdobywając zwakowany tytuł. | [ 79 ]                                    |
| 35 | Matt Hardy        | 8 stycznia 2016      | Impact Wrestling                   | Bethlehem, Pensylwania          | 2                    | 67                   | Był to Last Man Standing mach. Jeśli Hardy przegrałby, musiałby opuścić federację. Wyemitowano 19 stycznia 2016. | [ 80 ]                                    |
| 36 | Drew Galloway     | 15 marca 2016        | Impact Wrestling                   | Orlando, Floryda                | 1                    | 89                   | Wykorzystał swoją walizkę Feast or Fired. | [ 81 ]                                    |
| 37 | Bobby Lashley     | 12 czerwca 2016      | Slammiversary                      | Orlando, Floryda                | 3                    | 113                  | Był to Knockout or Tapout Only match. Ponadto Lashley, 13 lipca 2016 (wyemitowano 21 lipca), pokonał ówczesnego TNA X Division Championa Eddiego Edwardsa w Title vs. Title Steel Cage matchu i odebrał mu tytuł. | [ 82 ] [ 83 ]                             |
| 38 | Eddie Edwards     | 3 października 2016  | Impact Wrestling                   | Orlando, Floryda                | 1                    | 97                   | Wyemitowano 6 października 2016. | [ 84 ] [ 85 ]                             |
| 39 | Bobby Lashley     | 8 stycznia 2017      | Impact Wrestling: Genesis          | Orlando, Floryda                | 4                    | 175                  | Był to 30-minutowy Iron Man match, gdzie Lashley wygrał 3-2. Wyemitowano 26 stycznia 2017. 2 marca Alberto El Patrón zwyciężył go w kontrowersyjnych okolicznościach, dlatego dzień później władze TNA zwróciły mu tytuł. Wyemitowano 9 i 16 marca 2017. | [ 86 ] [ 87 ] [ 88 ] [ 89 ] [ 90 ] [ 91 ] |
| 40 | Alberto El Patrón | 2 lipca 2017         | Slammiversary                      | Orlando, Floryda                | 1                    | 43                   | Był to unification match, unifikujący Impact Wrestling World Heavyweight Championship i GFW Global Championship | [ 92 ]                                    |
| –  | Wakat             | 14 sierpnia 2017     | –                                  | –                               | –                    | –                    | Alberto El Patrón został pozbawiony mistrzostwa i zawieszony przez federację. | [ 93 ]                                    |
| 41 | Eli Drake         | 17 sierpnia 2017     | GFW Impact!                        | Orlando, Floryda                | 1                    | 146                  | Zwyciężył w 20-osobowym Gauntlet for the Gold matchu. Ostatnim z jego przeciwników, którego pokonał, był Eddie Edwards. Wyemitowano 25 sierpnia 2017. | [ 94 ] [ 95 ]                             |
| 42 | Austin Aries      | 10 stycznia 2018     | Impact!                            | Orlando, Floryda                | 2                    | 102                  | Wyemitowano 1 lutego 2018. Impact Wrestling mianował zawodnika na Twitterze nowym Impact World Heavyweight Championem. W odpowiedzi Aries wyraził chęć, aby tytuł nazywał się Impact World Championship, motywując to zdaniem, że nie reprezentuje kategorii wagowej, lecz klasę światową.                                                                   | [ 18 ] [ 96 ]                             |
| 43 | Pentagón Jr.      | 22 kwietnia 2018     | Redemption                         | Orlando, Floryda                | 1                    | 2                    | Był to Three-way match, w którym brał również udział Fénix. | [ 97 ]                                    |
| 44 | Austin Aries      | 24 kwietnia 2018     | Impact: Under Pressure             | Orlando, Floryda                | 3                    | 173                  | Wyemitowano 31 maja 2018. | [ 98 ] [ 99 ]                             |
| 45 | Johnny Impact     | 14 października 2018 | Bound for Glory                    | Nowy Jork, Nowy Jork            | 1                    | 196                  | | [ 100 ]                                   |
| 46 | Brian Cage        | 28 kwietnia 2019     | Rebellion                          | Toronto, Ontario, Kanada        | 1                    | 180                  | Lance Storm był sędzią specjalnym. | [ 101 ]                                   |
| 47 | Sami Callihan     | 25 października 2019 | Impact!                            | Windsor, Ontario, Kanada        | 1                    | 79                   | Był to Steel Cage match. Wyemitowano 29 października 2019. | [ 102 ] [ 103 ]                           |
| 48 | Tessa Blanchard   | 12 stycznia 2020     | Hard To Kill                       | Dallas, Teksas                  | 1                    | 165                  | Była to pierwsza i jak do tej pory jedyna kobieta, która wygrała ten tytuł. | [ 104 ]                                   |
| –  | Wakat             | 25 czerwca 2020      | –                                  | –                               | –                    | –                    | Blanchard została zwolniona i pozbawiona tytułu. | [ 105 ]                                   |
| 49 | Eddie Edwards     | 18 lipca 2020        | Slammiversary                      | Nashville, Tennessee            | 2                    | 45                   | Był to Five-way elimination match o zwakowany tytuł, w którym brali również udział Ace Austin, Trey, Rich Swann i Eric Young. | [ 106 ]                                   |
| 50 | Eric Young        | 15 sierpnia 2020     | Impact!                            | Nashville, Tennessee            | 2                    | 53                   | Wyemitowano 1 września 2020. | [ 107 ]                                   |
| 51 | Rich Swann        | 24 października 2020 | Bound for Glory                    | Nashville, Tennessee            | 1                    | 184                  | | [ 108 ]                                   |
| 52 | Kenny Omega       | 25 kwietnia 2021     | Rebellion                          | Nashville, Tennessee            | 1                    | 110                  | Był to Winner Takes All match, gdzie AEW World Championship Omegi również był na szali. | [ 109 ]                                   |
| 53 | Christian Cage    | 13 sierpnia 2021     | AEW Rampage                        | Pittsburgh, Pensylwania         | 1                    | 71                   | | [ 110 ]                                   |
| 54 | Josh Alexander    | 23 października 2021 | Bound for Glory                    | Sunrise Manor, Nevada           | 1                    | <1                   | Alexander wykorzystał Opcję C, zrzekając się Impact X Division Championship na rzecz walki o mistrzostwo świata. | [ 111 ]                                   |
| 55 | Moose             | 23 października 2021 | Bound for Glory                    | Sunrise Manor, Nevada           | 1                    | 182                  | Moose zrealizował wybraną przez siebie możliwość walki o tytuł Impact World Championship po zwycięstwie w Call Your Shot Guntletcie. | [ 111 ]                                   |
| 56 | Josh Alexander    | 23 kwietnia 2022     | Rebellion                          | Poughkeepsie, Nowy Jork         | 2                    | 335                  | | [ 112 ]                                   |
| –  | Wakat             | 24 marca 2023        | –                                  | –                               | –                    | –                    | Tytuł zostal zwakowany po tym jak Josh Alexander doznał kontuzji tricepsu. | [ 113 ]                                   |
| 57 | Steve Maclin      | 16 kwietnia 2023     | Rebellion                          | Toronto, Ontario, Kanada        | 1                    | 54                   | Pokonał Kushidę w walce o zwakowany tytuł. | [ 114 ]                                   |
| 58 | Alex Shelley      | 9 czerwca 2023       | Against All Odds                   | Columbus, Ohio                  | 1                    | 218                  | | [ 115 ]                                   |
| 59 | Moose             | 13 stycznia 2024     | Hard To Kill                       | Paradise, Nevada                | 2                    | 189                  | Wykorzystał swoją walizkę Feast or Fired. | [ 116 ]                                   |
| 60 | Nic Nemeth        | 20 lipca 2024        | Slammiversary                      | Montreal, Quebec, Kanada        | 1                    | 183                  | Był to Six-way elimination match, w którym brali również udział Josh Alexander, Steve Maclin, Frankie Kazarian i Joe Hendry. | [ 117 ]                                   |
| 61 | Joe Hendry        | 19 stycznia 2025     | Genesis                            | Garland, Teksas                 | 1                    | 126                  | | [ 118 ]                                   |
| 62 | Trick Williams    | 25 maja 2025         | NXT Battleground                   | Tampa, Floryda                  | 1                    | 67+                  | To było wydarzenie WWE NXT. | [ 119 ]                                   |

## Połączone panowania

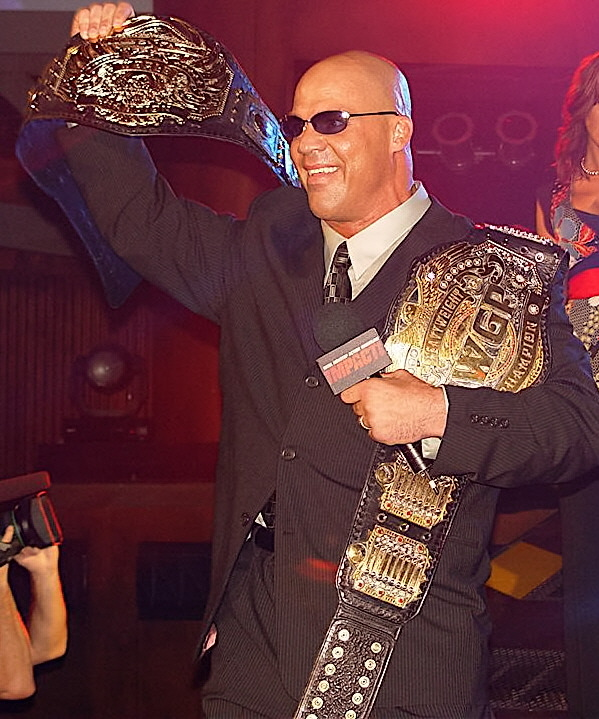
Kurt Angle, pierwszy, a zarazem 6-krotny posiadacz mistrzostwa

| † | Obecny posiadacz |

| Lp. | Wrestler          | Liczba posiadań | Dni utrzymania |
| --- | ----------------- | --------------- | -------------- |
| 1   | Kurt Angle        | 6               | 608            |
| 2   | Lashley           | 4               | 403            |
| 3   | Austin Aries      | 3               | 373            |
| 4   | Moose             | 2               | 371            |
| 5   | Bobby Roode       | 2               | 367            |
| 6   | Josh Alexander    | 2               | 335            |
| 7   | Sting             | 4               | 326            |
| 8   | Jeff Hardy        | 3               | 249            |
| 9   | A.J. Styles       | 2               | 220            |
| 10  | Alex Shelley      | 1               | 218            |
| 11  | Bully Ray         | 2               | 196            |
| 11  | Johnny Impact     | 1               | 196            |
| 13  | Nic Nemeth        | 1               | 183            |
| 13  | Rich Swann        | 1               | 183            |
| 15  | Samoa Joe         | 1               | 182            |
| 16  | Brian Cage        | 1               | 180            |
| 17  | Tessa Blanchard   | 1               | 165            |
| 18  | Eli Drake         | 1               | 146            |
| 19  | Eric Young        | 2               | 140            |
| 20  | Magnus            | 1               | 128            |
| 21  | Joe Hendry        | 1               | 126            |
| 22  | Eddie Edwards     | 2               | 125            |
| 23  | Rob Van Dam       | 1               | 113            |
| 24  | Kenny Omega       | 1               | 110            |
| 25  | Ethan Carter III  | 2               | 104            |
| 26  | Drew Galloway     | 1               | 89             |
| 27  | Sami Callihan     | 1               | 79             |
| 28  | Christian Cage    | 1               | 71             |
| 29  | Matt Hardy        | 2               | 69             |
| 30  | Trick Williams †  | 1               | 67+            |
| 31  | Mr. Anderson      | 2               | 64             |
| 32  | Mick Foley        | 1               | 63             |
| 33  | Steve Maclin      | 1               | 54             |
| 34  | Alberto El Patrón | 1               | 43             |
| 35  | Chris Sabin       | 1               | 28             |
| 36  | James Storm       | 1               | 8              |
| 37  | Pentagón Jr.      | 1               | 2              |